# Trifylia (okres)
Тrifylia (řecky Δήμος Τριφυλίας) je okres (dim) v Řecku v jihozápadní části poloostrova Peloponés v regionu Messénie. Správním centrem je město Kyparissia. Vznikl při reformě místní správy roku 2010 a má rozlohu 616,019 km2.

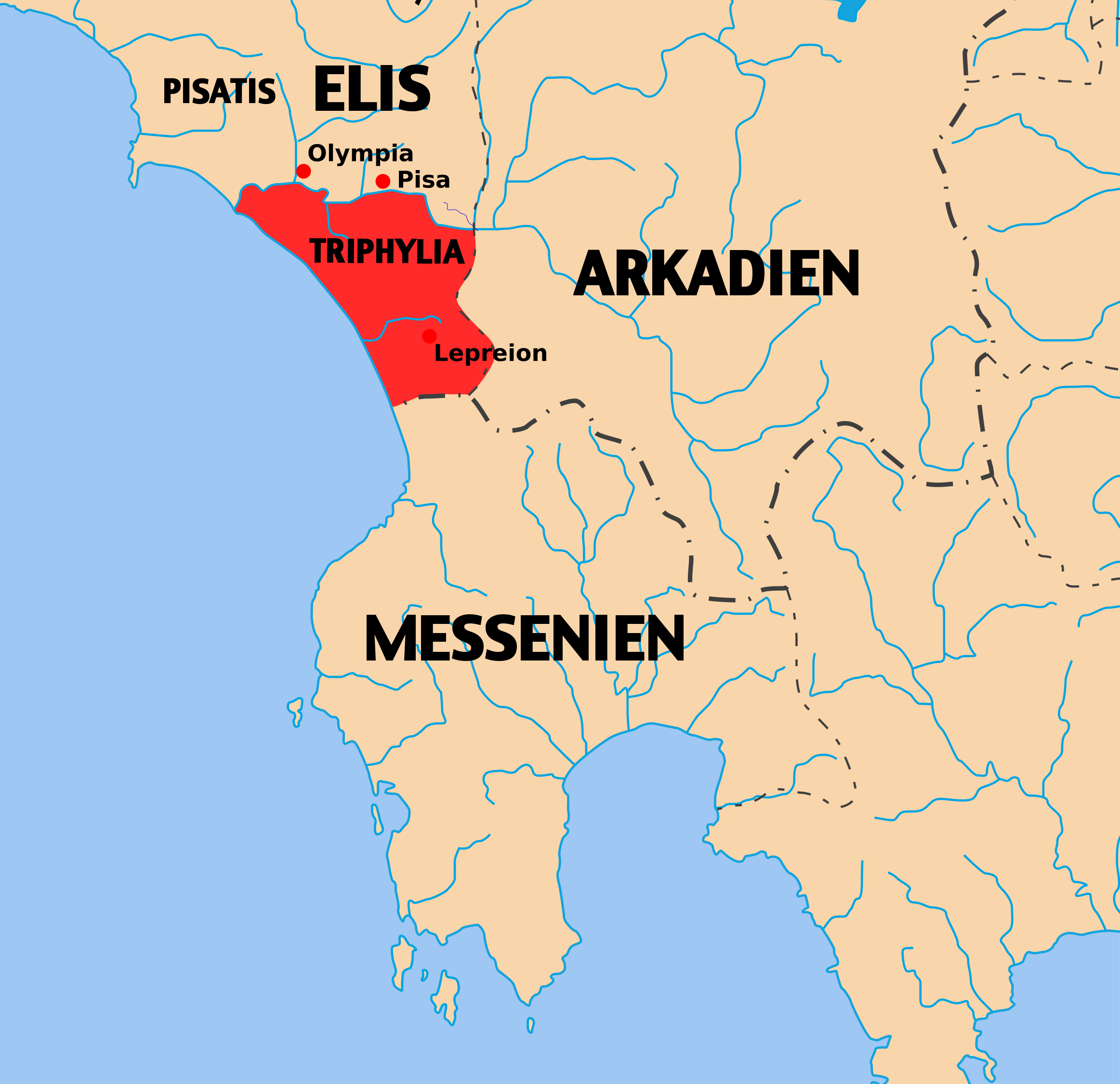
Antická Triphylia

Jeho název je odvozen od antické krajiny Triphylia (starořecky Τριφυλία), která se nacházela severně od území dnešního okresu.
Sestává ze šesti správních obcí, ve kterých žije celkem 27 373 (2011) obyvatel.

Správní obce,
Aetos
Avlona
Filiatra
Gargaliani
Kyparissia
Tripyla

Správní rozdělení okresu:1 - Kyparissia (červeně) 2 - ve směru hodinových ručiček: Avlona, Aetos, Tripyla, Filiatra, Gargaliani (růžově)

se dále dělí na menší celky: města, obce, vesnice a ostrůvek Proti.
Časové pásmo: UTC+2, v létě UTC+3.